# Літвінів — Кралупи (продуктопровід С4)
Літвінів – Кралупи (продуктопровід С4) – трубопровід для транспортування бутилен-бутадієнової фракції, який обслуговує роботу чеської піролізної установки у Літвінові.
З 1979-го у Літвінові працює установка парового крекінгу, котра споживає важку сировину (газовий бензин та продукт гідрокрекінгу – hydrowax) і внаслідок цього продукує велику кількість фракції С4 (суміш діолефіну-бутадієну, олефінів-бутенів та бутану). За допомогою трубопроводу з діаметром 150 мм вона транспортується за вісім десятків кілометрів до центральної Чехії, де у Кралупах-на-Влтаві діє установка фракціонування.